# Karl-Gustaf Nilsson
Karl-Gustaf Nilsson (Svédország, 1879, március 9. – ?) svéd olimpikon, kötélhúzó.
Az 1908. évi nyári olimpiai játékokon indult kötélhúzásban a svéd válogatottal. Rajtuk kívül még három brit rendőr válogatott és az amerikaiak indultak. Az első körben nem versenyeztek, majd az elődöntőben kikaptak a liverpooli rendőrség csapatától. A bronzmérkőzésen a Metropolitan Police "K" Division-tól is kikaptak, így negyedikek lettek.